# Илија Шобајић
Илија Шобајић (Даниловград, 15. август 1876 — Београд, 29. јул 1953) био је црногорски и српски сликар.

## Биографија
Рођен је 15. августа 1876. у Даниловграду. Завршио је Уметничку академију у Бечу 1900. и Уметничку академију у Паризу 1905. Исте године је постављен за наставника цртања гимназије у Цетињу. Током студија је боравио у Италији, Холандији, Белгији, Енглеској, Немачкој и Русији. Самостално је излагао у Цетињу 1906. и Београду 1926. године. Учествовао је у Првом светском рату до 1915, а потом је био интерниран. Године 1919. је премештен у Прву мушку гимназију у Београду.
Један је од оснивача Удружења ликовних уметника Србије 1919. Изабран је за професора вечерњег акта Државне уметничке школе у Београду 1920. и на тој дужности остаје до пензионисања 1933. године. Излагао је на изложби ликовних уметника из Београда у Сомбору 1921, Петој југословенској изложби 1922, изложби поводом стогодишњице Прве мушке гимназије у Београду 1939, Првој изложби Удружења ратника сликара и вајара 1940, IV—XII и XIV изложби УЛУС-а, изложбама „Графика, цртежи, акварели и пастели” 1950. у Београду и 1951. у Сарајеву, Другој изложби Савеза ликовних уметника Југославије у Цетињу и Сарајеву 1951. године.
Бавио се искључиво цртежом, актом и предеом, радио је и графику у техници бакрописа скоро искључиво портрета. Бавио се и примењеном уметношћу, према његовим нацртима су израђене поштанске марке, новац и разне споменице Црне Горе до Првог рата. Преминуо је 29. јула 1953. у Београду.
Комеморативну изложбу његових радова је организовао Завичајни музеј у Никшићу 1954. Његова дела су постхумно изложена на шеснаестој изложби УЛУС-а и изложби поводом 125 година Прве београдске гимназије 1964. године.